# Daigo Nishi
Daigo Nishi (西 大伍, Nishi Daigo, 28 de agosto de 1987, Sapporo) é um futebolista japonês que atua como defensor no Grulla Morioka.

## Carreira
Nishi começou a carreira no Consadole Sapporo.

## Seleção nacional
Daigo Nishi participou dos Copa Kirin, em 2011.

## Títulos
Kashima Antlers
- Copa da Liga Japonesa: 2011, 2012
- Copa Suruga Bank: 2012, 2013